# Harpagobroma fumosum
Harpagobroma fumosum är en tvåvingeart som beskrevs av Hull 1962. Harpagobroma fumosum ingår i släktet Harpagobroma och familjen rovflugor. Inga underarter finns listade i Catalogue of Life.